# Conte d'Asphalte
 (septembre 2014).
Si vous disposez d'ouvrages ou d'articles de référence ou si vous connaissez des sites web de qualité traitant du thème abordé ici, merci de compléter l'article en donnant les références utiles à sa vérifiabilité et en les liant à la section « Notes et références ».
Conte d'asphalte est un récit d'Anne Calife publié en 2007 chez Albin Michel,. Ce livre met en scène Pierrette, une femme de quarante ans qui se retrouve à la rue à la mort de son mari.

## Résumé
Pierrette n’a que quarante ans lorsqu'elle perd son mari dans un accident de voiture… Plus âgé qu’elle, son mari assumait tout le train de vie de la maison /Garagiste, il collectionnait les assiettes anciennes. Lors de l’annonce de sa mort, Pierrette casse l’une des assiettes représentant les contes de Perrault.
Puis tous s’enchaîne, le commerce de son défunt mari est mis en liquidation judiciaire, les factures s’accumulent, les comptes bancaires sont bloqués et les travaux de couture qu’on lui commande ne suffise pas à nourrir la veuve. De plus, après l’hiver, ce sera l'expulsion.
Obligée d'aller vivre à la rue, Pierrette n’emporte que les débris de cette assiette où figurent tous les petits personnages des contes de Perrault. Alors qu’elle baisse visiblement les bras, elle fait la connaissance d’un petit groupe de SDF et accepte de partager leur squat.

## Aspect sociologique
Pour ce livre, l'auteure Anne Calife a décidé d'aller vivre un an dans la rue. Ce roman est donc inspiré de cette expérience.
Face aux personnes à la sans-abri, face à un éthylique qui fait la manche, personne ne sait exactement comment l’aborder. C’est un monde parallèle que celui de la rue ; que l'auteur a décidé de vire pour mieux le décrire dans son livre.
En immersion totale, Anne Calife a donc dormi dans un foyer pour femmes, mangé au resto du cœur, à la soupe populaire, fait la manche, supporté le regard des autres, les insultes, visité tous les lieux possibles pour dormir (squats, seuils de portes, caves, entrées de banque, grilles de métro).
Lors de cette expérience, l'auteur a pris des notes sur les institutions caritatives, sur les perceptions, les sensations de la rue, sur la douleur physique mais surtout morale ressentie par l'auteur ainsi que sur les centaine de personnes qui lui ont raconté leur histoire
Cette démarche d'immersion fut souvent critiqué en disant qu'elle ne serait jamais authentique mais l'auteur  a toujours refusé de s’arrêter à une histoire « racontée» de l’extérieur.

## Aspect psychologique
L'aspect psychologique est illustré dans ce livre  par les contes de fée d'où le titre Conte d'Asphalte.
Ainsi, la première approche de la rue, c’est marcher, se perdre, aller sans cesse d’un point à l’autre dans une ville immense : cela correspond au Petit Poucet… ce qui fait référence au premier chapitre du livre.

## Court métrage
- Court métrage de Bastien Simon inspiré du livre